# Dom von Cremona
Der Dom von Cremona (Duomo di Cremona) ist der Bischofssitz des Bistums Cremona. Die romanische Kirche weist auch Elemente der Gotik, der Renaissance und des Barocks auf.
Zusammen mit dem Baptisterium und dem Glockenturm, dem Torrazzo, bildet sie die wichtigste architektonische Einheit der Stadt. Die drei Gebäude stehen gegenüber dem Rathaus am östlichen Rand der Piazza del Comune (der alten Platea Maior der mittelalterlichen Stadt).
Die wichtigste Bausubstanz der drei Gebäude stammt aus der Periode zwischen dem ausgehenden 12. und dem 15. Jahrhundert. Der Dom hat den Status eines Nationaldenkmals.

## Geschichte
Der Grundstein wurde 1107 gelegt, aber 1117 stürzte die Kirche durch ein Erdbeben ein. Erst ab 1129 wurde ein Neubau in Angriff genommen. 1190 konnte die Kathedrale geweiht werden. Wie die meisten italienischen Kathedralen wurde sie der Gottesmutter Maria gewidmet (Cattedrale di Santa Maria Assunta, „Mariä Himmelfahrt“).

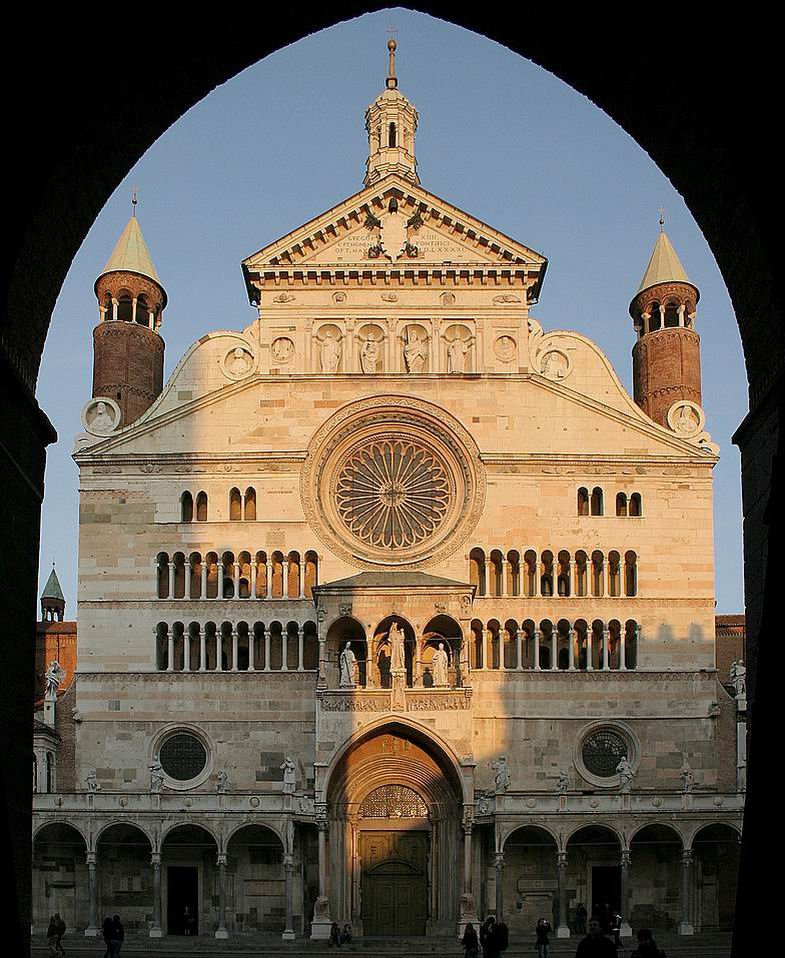
Hauptfassade des Doms im Westen

Zu diesem Zeitpunkt hatte die Kirche noch nicht die heutige Gestalt. Das Querschiff war noch nicht vorhanden. Seitlich der Fassade waren nach deutschem Vorbild zwei Türme geplant, die aber schließlich zugunsten einer eher italienischen Lösung aufgegeben wurden; es wurde ein einziger, großer Campanile im Norden der Kirche errichtet, der heute Torrazzo genannt wird. Im 13. und im 14. Jahrhundert wurden das Querschiff gebaut und der Torrazzo fertiggestellt.
Die Fassade wurde erst im 15. Jahrhundert vervollständigt. Die Neugestaltung des Narthex ersetzte eine einfachere Holzverbindung zwischen dem Dom und dem hohen Glockenturm. Sie verlieh der Piazza das Aussehen, das etwa dem heutigen entspricht.

## Das Äußere
Die sorgfältig dekorierte Marmorfassade gegen den Platz hin wurde im Laufe verschiedener Jahrhunderte rund um das aufwendig gestaltete romanische Portal erbaut. Die Fläche dieser breiten Fassade wird auf halber Höhe durch vier romanische Arkaden gelockert. Darüber öffnet sich die Fensterrose aus dem 13. Jahrhundert. Der oberste Teil der Fassade stammt weitgehend aus der frühen Renaissance und ist dementsprechend mit Nischen und Voluten ausgestattet. Die beiden mittelalterlichen, zylinderförmigen Seitentürmchen tragen als gotische Elemente zum lombardisch-mitteleuropäischen Gesamteindruck des Baus bei. Das mittelalterliche Haupttürmchen in der Mitte wurde 1491, im Rahmen einer Modernisierung, durch ein neueres ersetzt, das von Bramantes Architektur inspiriert ist.

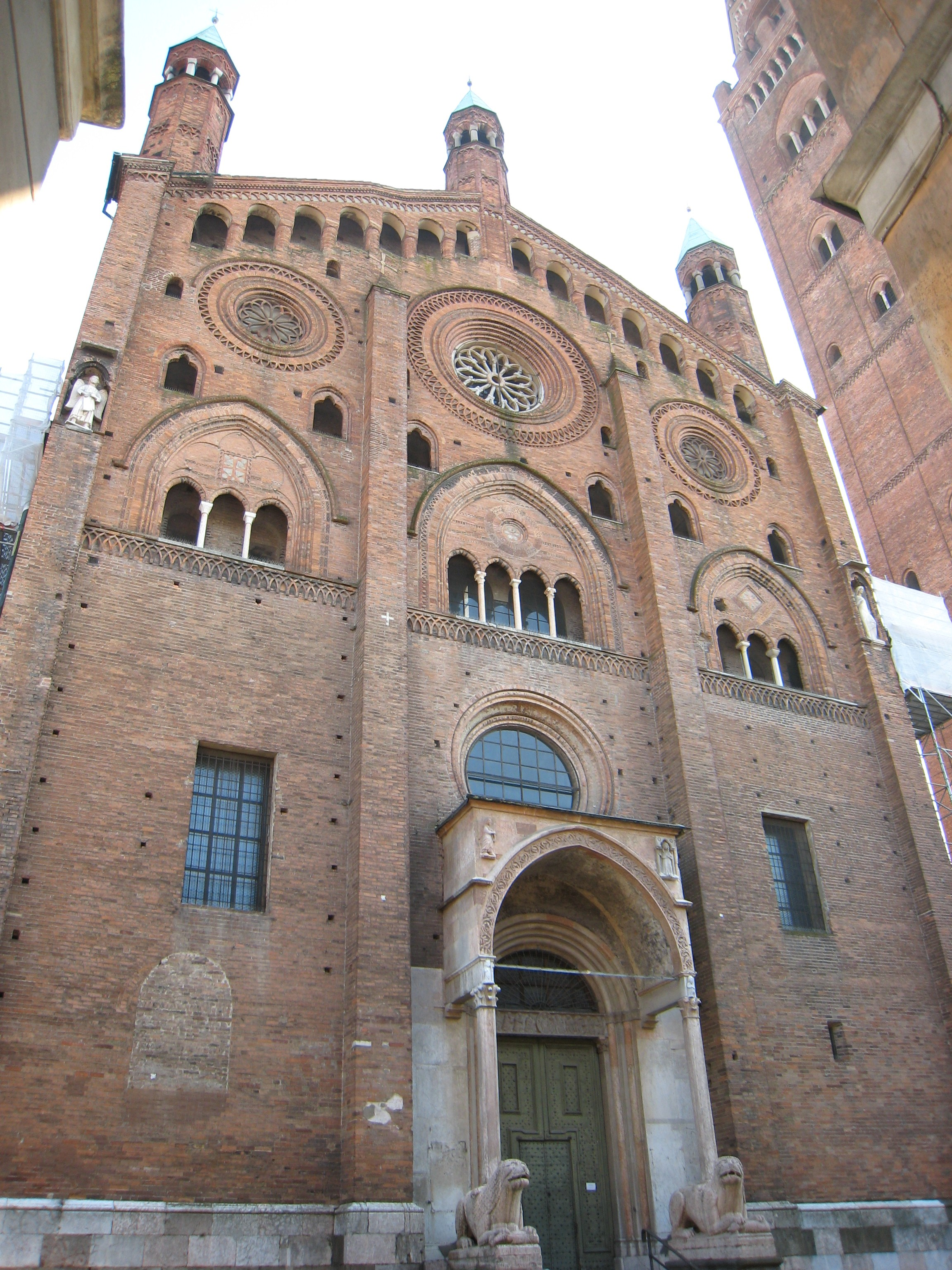
Die Fassade des Querhauses im Norden entspricht in ihrem Aussehen weitgehend der Südfassade

Die beiden kleineren Seitenfassaden beim Querhaus sind bedeutend einfacher gestaltet als die Hauptfassade und nicht wie diese mit Marmor bekleidet. Ihre Grundstruktur und die drei oberen Öffnungen (jeweils eine Hauptrose mit zwei Rosetten an den Seiten) verraten die Gliederung des dreischiffigen Querhauses klar. Den oberen Abschluss dieser Fassaden bilden wie bei der Hauptfassade drei Türmchen. Vervollständigt wurde die Nordfassade des Querhauses 1319, während der Bau der anderen Seitenfassade im Süden 1374 beendet wurde.
Sowohl die Hauptfassade im Westen als auch die beiden Seitenfassaden im Norden und im Süden ragen teilweise frei in den Raum, da ihre Höhe bedeutend größer ist als diejenige der dahinter stehenden Baumasse.

## Innenraum
Die Kirche ist eine innen reich bemalte, dreischiffige Basilika mit kreuzförmigen Pfeilern und Kreuzrippengewölbe. Im oberen Teil verraten vor allem die zweibogigen Öffnungen der Emporen die überwiegend romanische Herkunft des Innenraums.
Im Grundriss wiederholt sich für alle vier Arme des unregelmäßigen Kreuzes das Schema 3 Joche x 3 Schiffe. Das nicht ganz rechteckige Querschiff ist sehr lang und flächenmäßig mit dem Rest des Gebäudes (Langhaus und Chor) vergleichbar.
Den hinteren Abschluss des Innenraums bilden drei Apsiden: Die größte mittlere Apsis prägt mit dem blauen, großen Christus-Fresko von Boccaccio Boccaccino den ganzen Innenraum. Unter dem Chor befindet sich eine romanische dreischiffige Krypta, die 1606 renoviert wurde.
Das große Altarkreuz (Grande Croce) in vergoldetem Silber wurde zwischen 1470 und 1478 von den Cremoneser Goldschmieden Ambrogio Pozzi und Agostino Sacchi angefertigt. Das drei Meter hohe Meisterwerk befindet sich im Querschiff des Doms. Das Große Kreuz ist aus über 1000 Teilen mit 160 Statuen unterschiedlicher Größe zusammengesetzt.  Der Silbersockel wurde im 18. Jahrhundert von Giovanni B. Manfredi entworfen und vom Silberschmied Giuseppe Berselli ausgeführt. Zwischen 1991 und 1994 wurde das Große Kreuz vom Opificio delle pietre dure in Florenz restauriert.

## Orgel
Die Orgel wurde 1984 von der Orgelbaufirma Mascioni erbaut. Das Instrument hat Register auf Manualen und Pedal. Die Spieltrakturen sind mechanisch, die Registertrakturen sind elektrisch.
| I Rückpositiv    |       |
| Principale       | 8′    |
| Flauto a camino  | 8′    |
| Ottava           | 4′    |
| Flauto a cuspide | 4′    |
| Sesquialtera II  | 2 ⁄3′ |
| Quintadecima     | 2′    |
| Decimanona       | 1 ⁄3′ |
| Vigesimaseconda  | 1′    |
| Ripieno IV       | 2⁄3′  |
| Tromba           | 8′    |
| Cromorno         | 8′    |
| Voce umana       | 8′    |
| Tremolo          |       |

| II Hauptwerk    |       |
| Principale      | 16′   |
| Principale I    | 8′    |
| Principale II   | 8′    |
| Flauto traverso | 8′    |
| Ottava          | 4′    |
| Flauto a camino | 4′    |
| Duodecima       | 2 ⁄3′ |
| Quintadecima    | 2′    |
| Cornetto IV     | 4′    |
| Ripieno IV      | 1 ⁄3′ |
| Ripieno VI      | 2⁄3′  |
| Tromba          | 16′   |
| Tromba          | 8′    |
| Chiarina        | 4′    |

| III Schwellwerk |        |
| Bordone         | 16′    |
| Principale      | 8′     |
| Bordone         | 8′     |
| Viola da gamba  | 8′     |
| Ottava          | 4′     |
| Flauto          | 4′     |
| Flauto in XII   | 2 ⁄3′  |
| Flauto in XV    | 2′     |
| Terza           | 1 3⁄5′ |
| Ripieno V       | 2′     |
| Contrafagott    | 16′    |
| Tromba Armonica | 8′     |
| Oboe            | 8′     |
| Coro Viole III  | 8′     |
| Tremolo         |        |

| Pedalwerk     |         |
| Contrabbasso  | 16′     |
| Subbasso      | 16′     |
| Quintbass     | 10 2⁄3′ |
| Basso         | 8′      |
| Flauto stoppo | 8′      |
| Quintadecima  | 4′      |
| Flautino      | 4′      |
| Ripieno VI    | 2 ⁄3′   |
| Bombarda      | 16′     |
| Trombone      | 8′      |
| Fagotto       | 4′      |

- Koppeln: I/II, III/I, III/II, I/P, II/P, III/P

Domorganist war unter anderem Niccolò Corradini.
Domkapellmeister war Tarquinio Merula.

## Das Baptisterium

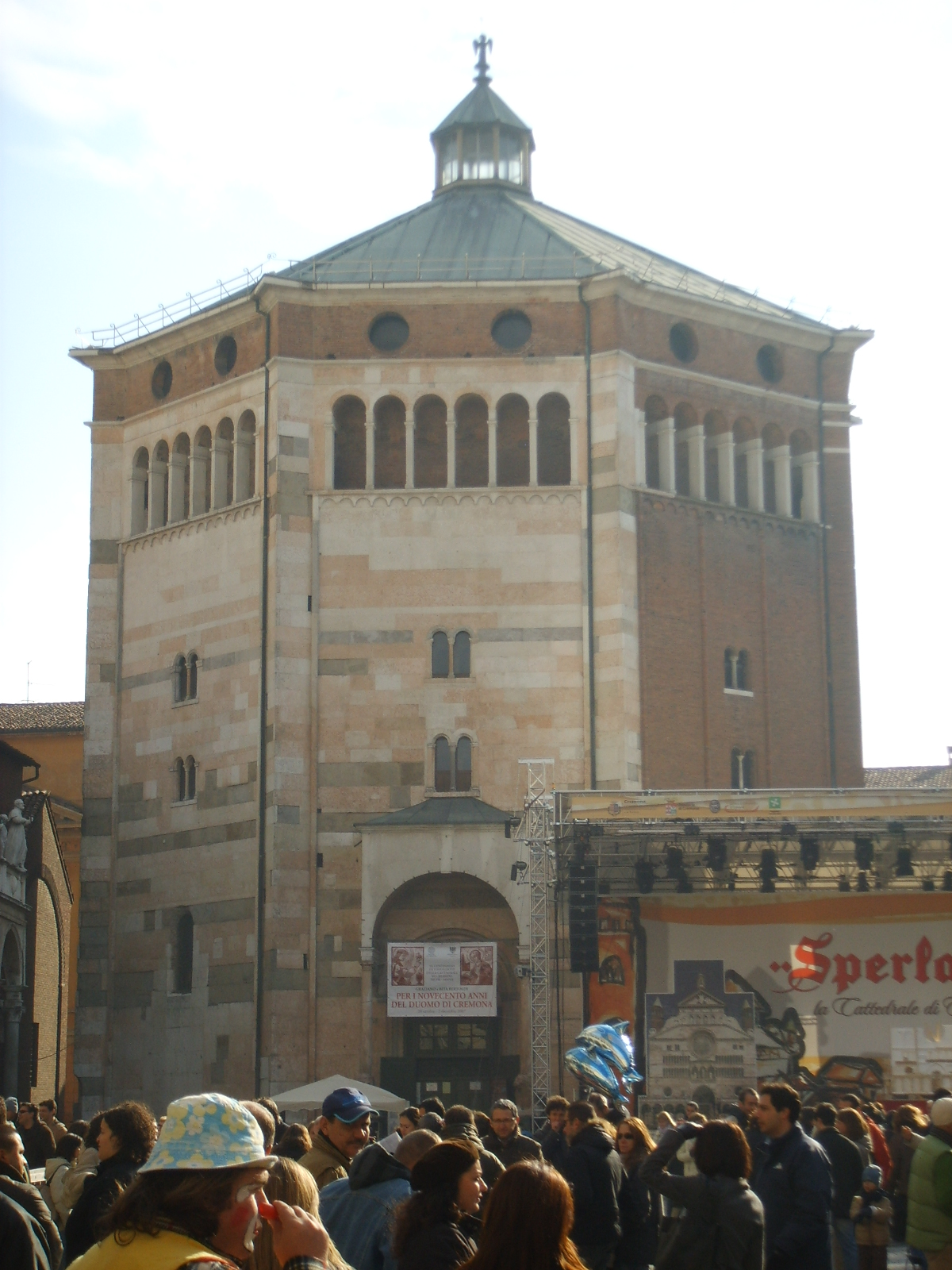
Baptisterium

Cremonas Taufkirche, das Baptisterium, befindet sich unmittelbar südwestlich der Kirche und ist ein 34 m hohes, achteckiges Gebäude mit etwa 20 Meter im Durchmesser.
Es wurde 1167 begonnen und in Backstein errichtet.  Während der Renaissance erhielt das Baptisterium das heutige Aussehen, als die Außenwände durch weißen Marmor verziert wurden: Diese Bekleidung blieb jedoch unvollständig, was die heutige Zweifarbigkeit erklärt. Im oberen Teil der Außenwände öffnen sich Galerien, deren Arkaden an diejenige der Hauptfassade des Doms erinnern.
Auch im oberen Teil – aber nur im Innenraum der Taufkirche – zeigt sich eine für die Zeit bedeutende, nicht frei stehende, ebenfalls achteckige Kuppel, die durch ihre Formen das Grundschema der erst 200 Jahre später erbauten Brunelleschi-Kuppel des Florentiner Doms vorwegnimmt. Das Licht dringt durch zweibogige Fenstern und durch eine Laterne in den Innenraum. In der Mitte der Taufkirche befindet sich ein achteckiges Taufbecken aus rotem Marmorstein, das aus dem 16. Jahrhundert stammt.

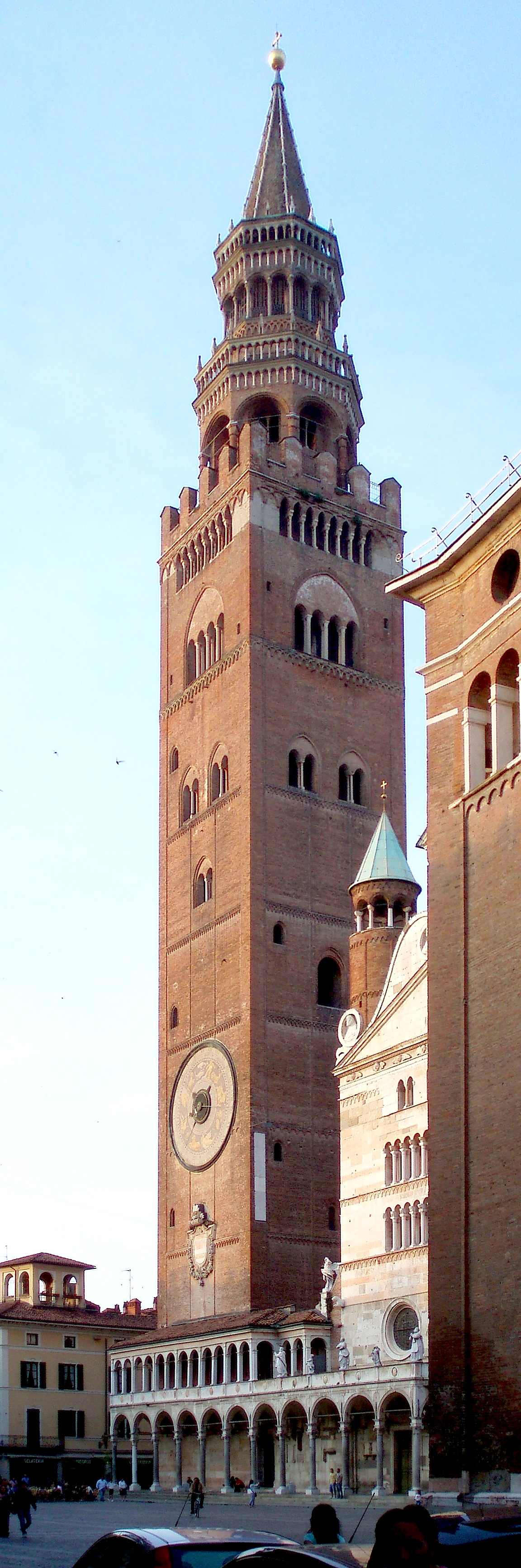
Der Glockenturm Torrazzo; ganz rechts sind die Domfassade und das Baptisterium sichtbar

## Der Torrazzo (Turm)
Der Torrazzo, der Kirchturm des Doms, ist das Wahrzeichen der Stadt. Sein Bau wurde etwa ab 1230 auf den Überresten eines Friedhofs noch unbekannter Herkunft in Angriff genommen.
Gegen den Platz hin zeichnet sich der Torrazzo durch eine große astronomische Uhr aus, die 8 Meter im Durchmesser misst. Typisch für einen romanischen Campanile ist die fortschreitende Lockerung der Masse im oberen Teil: Über einem zweibogigen Fenster öffnen sich in den oberen Stockwerken zwei zweibogige Fenster, noch weiter oben sind auch vierbogige Fenster zu sehen.
Im obersten Abschnitt geht der quadratische Grundriss des Campaniles zu einem Achteck über: Der Bau wird durch eine Turmspitze gekrönt, die 1309 fertiggestellt wurde.
Bis ins 20. Jahrhundert blieb der Torrazzo mit 112 Metern der höchste italienische Kirchturm. Dann wurde neben dem neugotischen Dom in Mortegliano ein moderner Campanile errichtet, der knapp höher ist.